# Hyman Rickover
Hyman George Rickover (Maków Mazowiecki, 27 de janeiro de 1900 – Condado de Arlington, 8 de julho de 1986) foi um almirante estadunidense.

## Vida
Ele dirigiu o desenvolvimento original da propulsão nuclear naval e controlou suas operações por três décadas como diretor do escritório de reatores navais dos EUA. Além disso, ele supervisionou o desenvolvimento da Estação de Energia Atômica Shippingport, o primeiro reator de água pressurizada comercial do mundo usado para gerar eletricidade. Rickover também é uma das quatro pessoas que receberam duas Medalhas de Ouro do Congresso.
Rickover é conhecido como o "Pai da Marinha Nuclear", e sua influência na Marinha e seus navios de guerra foi de tal extensão que ele "pode muito bem entrar na história como um dos oficiais mais importantes da Marinha". Ele serviu em um posto de bandeira por quase 30 anos (1953 a 1982), encerrando sua carreira como almirante de quatro estrelas. Seus anos de serviço excederam os de cada um dos almirantes da frota de cinco estrelas da Marinha dos Estados Unidos — Leahy, King, Nimitz e Halsey — todos os quais serviram na ativa por toda a vida após suas nomeações. O total de 63 anos de serviço ativo de Rickover faz dele o oficial naval mais antigo, bem como o membro mais antigo das forças armadas dos EUA na história.
Tendo se tornado um oficial de serviço de engenharia naval (EDO) em 1937, depois de servir como um navio de superfície e oficial de linha irrestrita qualificado para submarinos , seu legado substancial de realizações técnicas inclui o registro contínuo da Marinha dos Estados Unidos de zero acidentes com reatores.